# Raymond Séguy
Raymond Séguy (ur. 8 grudnia 1929 w Rieupeyroux, zm. 21 marca 2022 w Rodez) – francuski duchowny rzymskokatolicki, w latach 1987-2006 biskup Autun.

## Życiorys
Święcenia kapłańskie przyjął 18 września 1954. 14 października 1981 został mianowany biskupem Gap. Sakrę biskupią otrzymał 22 listopada 1981. 31 lipca 1987 objął rządy w diecezji Autun. 8 kwietnia 2006 przeszedł na emeryturę.